# 蝦子花生
蝦子花生是一種懷舊小吃，外層是脆漿，內面是花生。在香港和澳門的舊式零食店和超級市場，有時還可以找到。